# SN 2006eb
SN 2006eb – supernowa typu Ia odkryta 22 lipca 2006 roku w galaktyce UGC 771. W momencie odkrycia miała maksymalną jasność 17,50m.